# Anchal Joseph
Anchal Joseph, född 3 januari 1987 i New Delhi i Indien, är en amerikansk fotomodell och skådespelerska. Hon blev känd år 2006 då hon var med i den sjunde säsongen av America's Next Top Model där hon kom på en sjundeplats. Hon har svart hår och mörk bruna ögon och är 178 cm lång.